# Пітер Артсен
Пітер Артсен( нід. Pieter Aertsen 1508, Амстердам — 1575, Амстердам) — північнонідерландський художник XVI століття, автор релігійних і вівтарних композицій. Уславився також створенням натюрмортів з жанровими додатками.

## Життєпис
Пітер Артсен — уродженець Амстердама. Майже на вісімнадцять років він покинув рідне місто і перебрався у відомий мистецький центр герцогства Брабант — місто Антверпен, де опановував художнє ремесло і створення релігійних композицій. Як майстер релігійних композицій він і повернувся в рідне місто, де знову отримав громадянство. Попри створення релігійних картин і вівтарних композицій, звернувся до створення великих натюрмортів з додатками людських фігур — селян, торговців дичиною чи овочами, сцен з кухарками.
В роки розповсюдження протестантизму значна частина вівтарних і релігійних композицій художника була знищена іконоборцями. Біографію майстра створив по смерти художника історіограф Карел ван Мандер.
Пітер Артсен став засновником художньої династії. Художниками були також два його сини — Пітер Пітерс та Арт Пітерс Артсени і його племінник Йоахим Бейкелар.

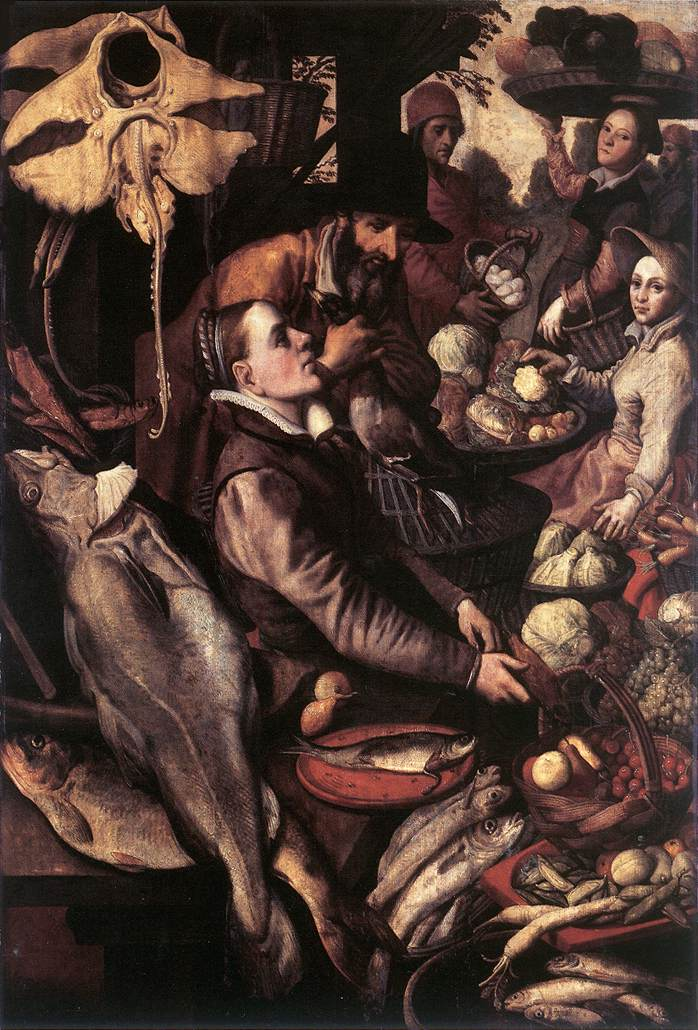
«Ринок», МузейВальраф-Рихартс, Німеччина.
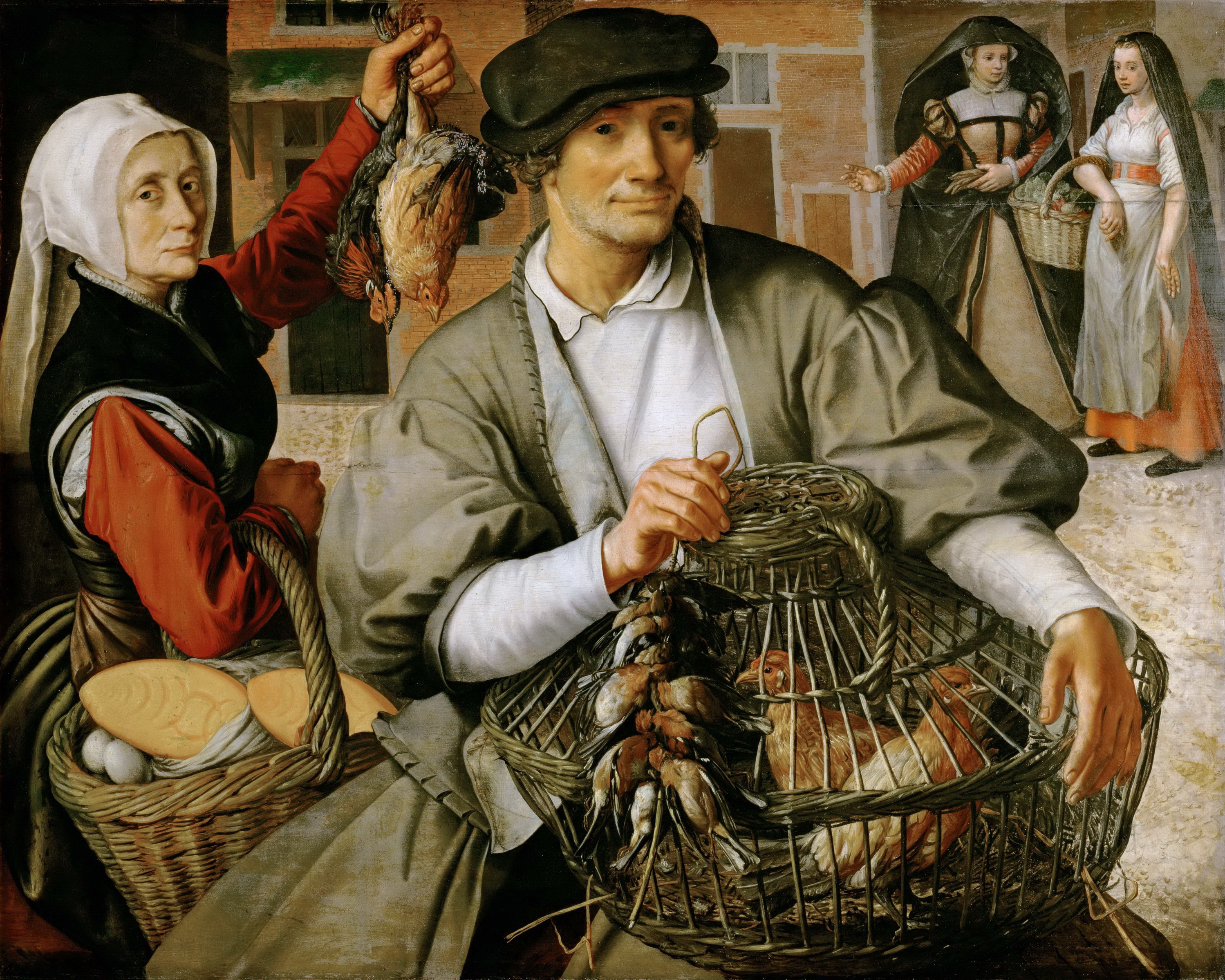
«Продаж дичини і птиці»
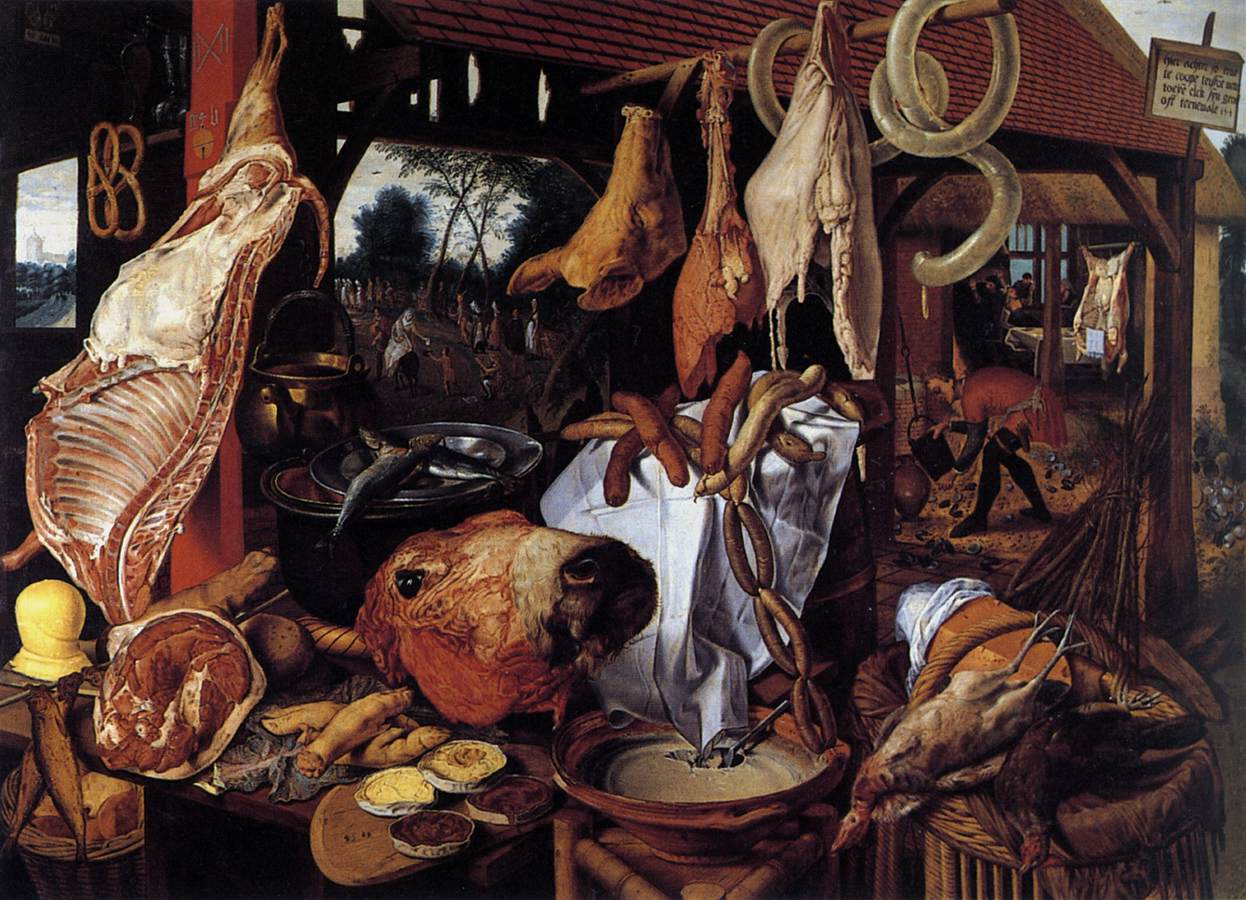
«Стіл м'ясної крамниці»
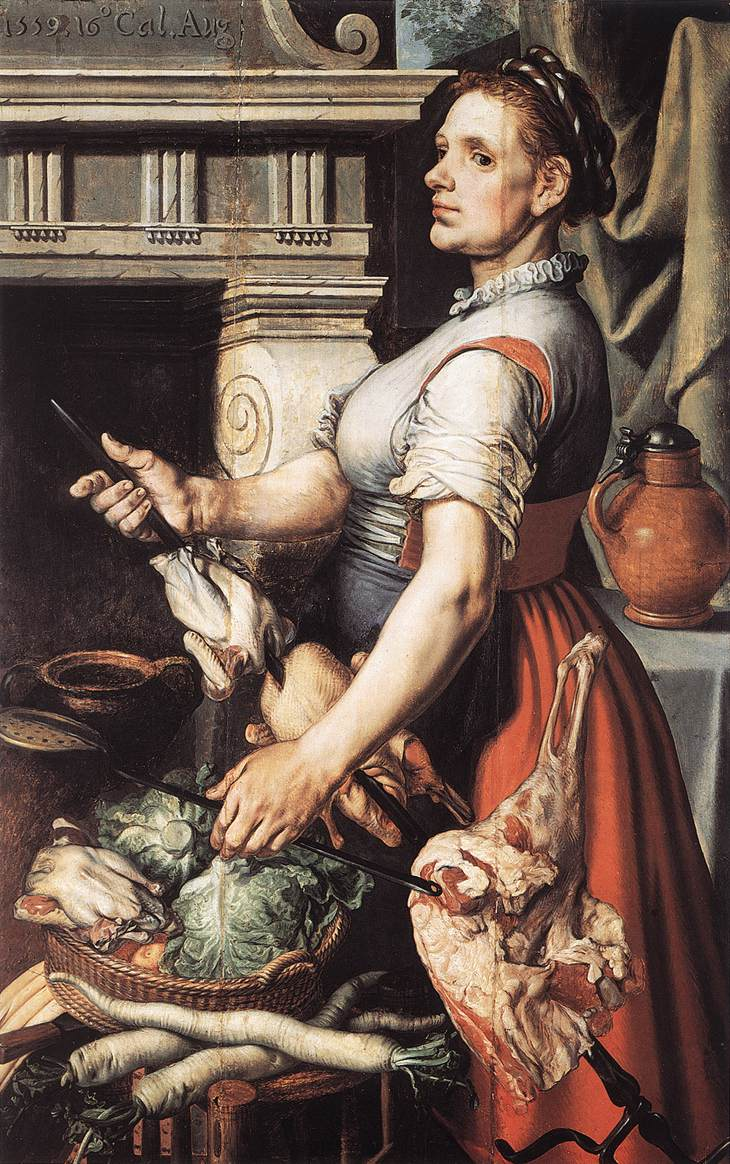
«Кухарка»

## Вибрані твори

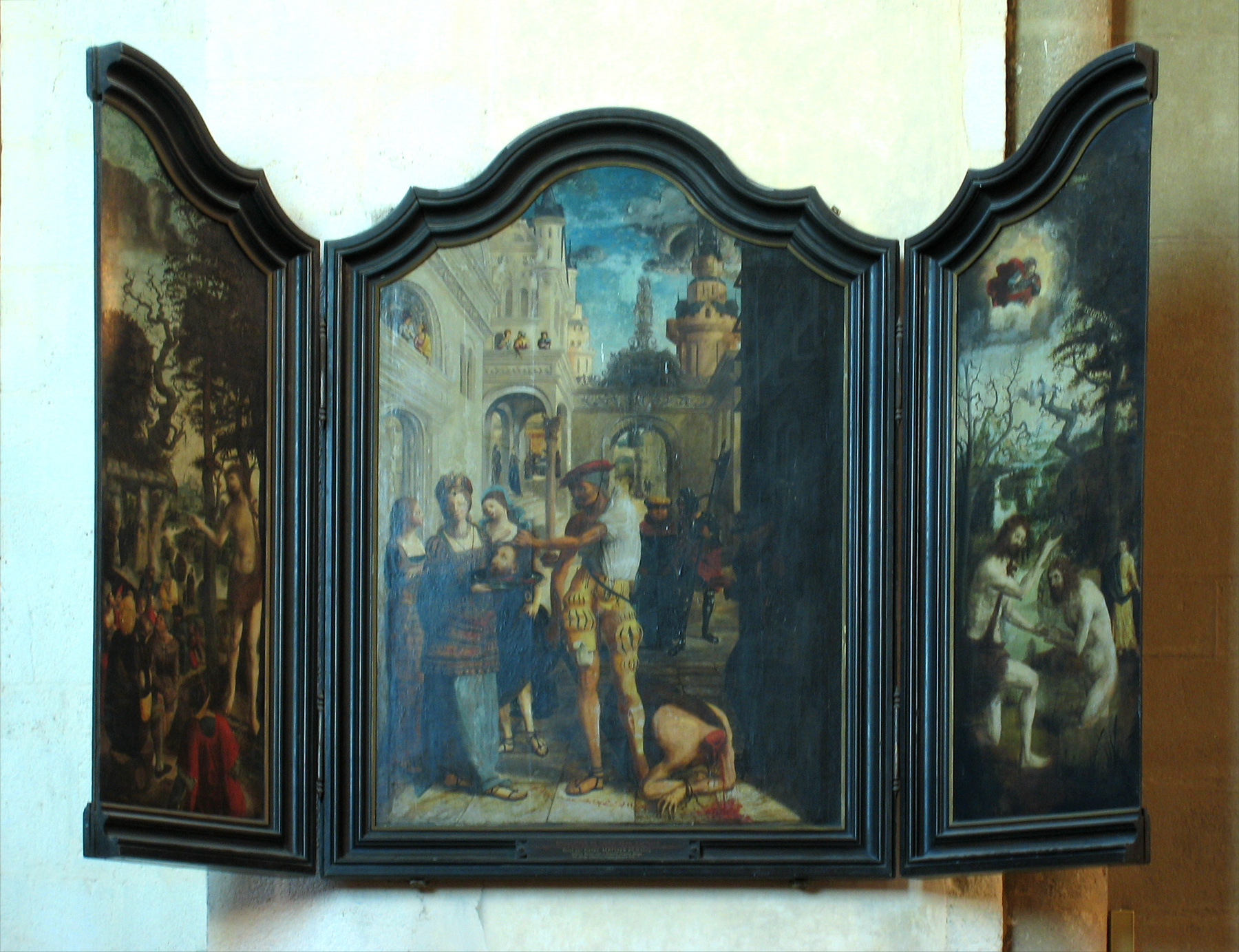
Вівтар роботи Пітера Артсена

- «Торгівля дичиною і молоком», Ермітаж, Санкт-Петербург
- «Апостоли Петро і Павло, що лікують хворих», Ермітаж, Санкт-Петербург
- «Крамничка з рибами», Ермітаж, Санкт-Петербург
- «Кухарка»
- «Ринок»
- «Продаж дичини і птиці»
- «Стіл м'ясної крамниці»
- «Натюрморт з квітами і їжею»
- «Крамничка з овочами»
- «Селяни біля каміну», музейМеєр ван дан Берг, Антверпен
- «Чотири Євангелісти Матвій, Марк, Лука, Іван»